# The Web of Fear
The Web of Fear (Les Toiles de la peur) est le quarante-et-unième épisode de la première série de la série télévisée britannique de science-fiction Doctor Who, diffusé pour la première fois en six parties hebdomadaires du 3 février au 9 mars 1968 et voit le retour des Yétis et de la Grande Intelligence et l'apparition pour la première fois de Nicholas Courtney dans le rôle du Brigadier Lethbridge-Stewart. Seule la troisième partie de cet épisode n'est pas disponible.

## Accroche
Quarante ans après le retour du Professeur Travers du Tibet, la Grande Intelligence semble être de retour. Le Docteur et ses compagnons se retrouvent à enquêter dans le métro de Londres devenu le théâtre d'une bataille entre les Yétis et les militaires.

## Casting
- Patrick Troughton — Le Docteur
- Frazer Hines — Jamie McCrimmon
- Deborah Watling  — Victoria Waterfield
- Nicholas Courtney — Colonel Lethbridge-Stewart
- Jack Watling — Le Professeur Travers
- Tina Packer — Anne Travers
- Jon Rollason — Harold Chorley
- Ralph Watson — Capitaine Knight
- Jack Woolgar — Staff Sgt. Arnold
- Richardson Morgan — Caporal Blake
- Rod Beacham — Caporal Lane
- Stephen Whittaker — Weams
- Derek Pollitt — Evans
- Bernard G. High, Joseph O'Connell — Soldats
- Frederick Schrecker — Julius Silverstein
- John Levene, John Lord, Gordon Stothard, Colin Warman, Jeremy King, Roger Jacombs — Les Yétis

## Résumé
40 ans se sont écoulés depuis que le Professeur Travers est revenu du Tibet rapportant avec lui la dépouille d'un Yéti, lorsque le professeur vient demander à Julius Silverstein, le propriétaire du musée ayant racheté le Yéti, de le lui rendre, car celui-ci risque de reprendre vie. Anne, la fille de Travers, intervient alors pour qu'il rentre à la maison. Cette nuit-là, une sphère de contrôle réactive le Yéti qui s'attaque à Silverstein.
Après avoir réussi à refermer la porte du TARDIS ouverte par Salamander, le Docteur et ses compagnons reprennent leur voyage, jusqu'à ce que Jamie et Victoria lui signalent que quelque chose cloche. Le Docteur allume ses scanners pour voir que le TARDIS est arrêté au beau milieu de l'espace, englué par une substance faite de toile d'araignée. Ils arrivent alors à l'intérieur du métro de Londres qui semble totalement désert : les stations sont vides, il n'y a plus d'électricité et les tunnels sont remplis par une substance proche de la toile d'araignée. Lors de son exploration, le Docteur tombe sur des robots Yéti et en conclut que la Grande Intelligence n'est pas étrangère à cela.
Jamie et Victoria sont arrêtés par une escouade de militaires qui officient dans le métro et tentent d'en faire exploser les tunnels afin d'empêcher l'invasion. La détonation n'arrivant pas, les militaires soupçonnent le Docteur d'avoir saboté les fils et partent à sa recherche. Victoria et Jamie croisent dans la base le professeur Travers, sa fille Anne, et un journaliste, Harold Chorlay, eux aussi coincés dans la station : la toile d'araignée s'infiltre dans de nombreux tunnels et l'accès à l'extérieur semble impossible. Le Professeur Travers est étonné de les retrouver tels qu'il les a quittés 40 ans auparavant.
Il s'avère que l'explosion a été empêchée par les Yétis et le Docteur rejoint le théâtre des opérations après avoir rencontré un jeune gradé, le Colonel Lethbridge-Stewart. Celui-ci fait un briefing aux soldats au cours duquel le Docteur apprend qu'à la surface, Londres a été désertée à la suite d'un mystérieux brouillard qui s'est abattu sur la ville.  Le Docteur rejoint Victoria et apprend que Jamie est allé à sa recherche. Celui-ci arpente les tunnels avec le sergent Arnold. Ils rencontrent Evans, un conducteur qui dit avoir survécu à une attaque des Yétis.
Petit à petit, la paranoïa commence à gagner les rangs, notamment lorsque le Docteur explique que la Grande Intelligence peut prendre la possession de n'importe qui. Lors du retour de Jamie et d'Evans, un des Yétis réussit d'ailleurs à s'introduire dans la base par une porte qui n'a pas été fermée. Celui-ci tue un militaire et enlève le professeur Travers. Peu de temps après, le Docteur fait des tests sur les résidus retrouvés dans le métro et s'aperçoit que le TARDIS se trouve pris à l'intérieur des zones prises par la toile. Intrigué par le discours du Docteur, le colonel Lethbridge-Stewart envisage de faire un raid afin d'aller récupérer "une cabine de police".
Alors qu'ils sortent dans Londres avec le Docteur, le colonel et ses hommes sont attaqués par les Yétis. Les monstres se montrent insensibles aux balles ainsi qu'au bazooka. Le Capitaine Knight se fera abattre par un Yeti alors qu'il se trouve dans un magasin d'électronique avec le Docteur. Celui-ci revient à la base à temps pour voir le professeur Travers réapparaître, possédé par la Grande Intelligence.
La Grande Intelligence souhaite posséder l'esprit du Docteur, et elle enlève Victoria afin de servir de monnaie d'échange. Pendant que les militaires retrouvent le sergent Arnold, blessé, dans les tunnels, le Docteur et Anne réussissent à bricoler une sphère de contrôle afin qu'elle agisse selon leur volonté. Ils parviennent à l'insérer dans un Yéti qui obéit alors à leur volonté.
Le Docteur, Anne, Jamie et les militaires se retrouvent à la station Piccadilly Circus où se tient une énorme pyramide. Le sergent Arnold (l'hôte de la Grande Intelligence depuis leur attaque) invite le Docteur à se soumettre afin que la Grande Intelligence puisse aspirer l'intégralité de son savoir. Le Docteur semble lui aussi comme possédé et lorsque Jamie envoie le Yéti télécommandé à l'assaut, le Docteur hurle. Il s'avère qu'il avait piraté lui-même les câbles afin que le savoir de la Grande Intelligence soit aspiré par lui et non l'inverse. Alors que la Grande Intelligence a disparu et que les Yétis sont désactivés, le Docteur et ses compagnons repartent une nouvelle fois.

## Continuité
- L'épisode résout le cliffhanger posé à la fin de « The Enemy of the World. »
- L'histoire se déroule 40 ans après les événements de  « The Abominable Snowmen » et l'épisode est la suite directe de celui-ci. Le design des Yétis a d'ailleurs été changé, ce qui est mentionné par le Docteur qui voit dans ces Yétis une nouvelle génération, les Yétis "Mark II."
- C'est la première apparition du Brigadier Lethbridge-Stewart (même s'il n'est encore que colonel) l'un des personnages récurrents les plus importants de la première série qui réapparaîtrait jusqu'à la 26e saison.
- L'épisode de 2012, « La Dame de glace » voit le tout premier affrontement entre le Docteur (sous sa 11e forme) contre la Grande Intelligence. Au cours de leur affrontement, le Docteur cache un élément stratégique (une larve extraterrestre) dans une boîte à biscuit sur laquelle est imprimée le plan du métro de Londres de 1967. Ironisant là dessus, le Docteur explique qu'il s'agit "d'une faiblesse stratégique importante de la vie urbaine."

## Production

### Scénarisation
Cet épisode fait immédiatement suite aux événements de « The Abominable Snowmen » car Peter Bryant, le nouveau producteur de la série avait été assez impressionné de l'épisode scénarisé par Mervyn Haisman et Henry Lincoln. Le 27 septembre 1967, soit trois jours après la diffusion de la première partie de The Abominable Snowmen les deux scénaristes étaient engagés pour écrire "The Web of Fear" avec pour idée une nouvelle rencontre entre le Docteur et les Yétis. L'épisode devait être placé en fin de saison, mais un décalage eu lieu avec l'écriture de l'épisode « Fury from the Deep. »
Jack Watling ayant accepté de reprendre le rôle du professeur Travers, Haisman et Lincoln élaborèrent l'idée que l'histoire se situerait dans le futur afin de lui faire jouer un professeur plus âgé. Le colonel devait s'appeler Lethbridge mais le réalisateur Douglas Camfield estima que le nom Lethbridge-Stewart donnait encore plus d'importance au personnage. Le colonel Pemberton fut appelé ainsi en clin d'œil au scénariste Victor Pemberton.

### Casting
- À l'origine c'était l'acteur David Langton qui devait jouer le rôle du colonel Lethbridge-Stewart mais celui-ci se désista dès le mois de novembre. Douglas Camfield suggéra le nom de Nicholas Courtney qui avait joué le rôle de Bret Vion dans l'épisode « The Daleks' Master Plan »

### Pré-production
Les costumes de Yétis de  « The Abominable Snowmen » sont réutilisés avec l'addition d'yeux globuleux, de griffes et d'un grognement afin de les rendre plus effrayants.
Le 7 novembre, une permission fut demandée auprès du métro Londonien afin de pouvoir effectuer un tournage à l'intérieur, mais ceux-ci demandait près de 200 £ par heure de tournage et l'autorisation de ne tourner qu'entre 2 heures et 5 heures du matin. L'idée fut abandonnée et un faux quai du métro londonien fut recréé en studio par le directeur des effets spéciaux, David Myerscough-Jones. Une demande auprès du musée d'histoire naturelle de Londres fut effectuée afin d'y tourner la scène de dispute entre Travers et Silverstein, et n'aboutit pas non plus.

### Tournage
Le tournage commença le 15 décembre 1967 dans les studios d'Ealing sous la direction de Douglas Camfield qui n'avait pas tourné d'épisode de Doctor Who depuis « The Daleks' Master Plan » deux ans auparavant. Ces plans consistaient en des plans de maquettes. Le 17 décembre fut filmé la bataille entre les militaires et les Yétis près de Covent Garden. Ces plans n'étant pas jugés comme suffisants, la production continua le 18 et 20 décembre.
C'est quelques jours après, le 22 décembre, qu'eut lieu une négociation de contrat entre Deborah Watling et Peter Bryant. Celui-ci lui proposa de rester pour 6 épisodes supplémentaires mais l'actrice trouvait qu'une année sur le tournage de Doctor Who était suffisant pour elle. Le 3 janvier fut filmée la scène du musée dans les studios d'Ealing.
Comme toujours, chaque partie fut tournée au studio BBC D de Lime Grove, les épisodes étant répétés toute la semaine avant d'être enregistrés d'un seul tenant dans la journée du samedi. Le premier jour de tournage eut lieu le samedi 13 janvier 1968, et un trailer fut filmé pour cet épisode : le Docteur, face caméra, interpelle le téléspectateur et lui explique que lui et ses compagnons sont en danger dans les couloirs du métro. Ce trailer incluait une mention que le prochain épisode serait effrayant et devrait être regardé avec les parents. Diffusé le 27 janvier après la diffusion de la dernière partie de « The Enemy of the World », ce trailer a disparu des archives de la BBC et seule la bande son existe toujours.
Le 20 janvier, Patrick Troughton était absent lors de l'enregistrement de la partie 2 pour cause de vacances. Ce départ prévu avait été pris en compte dans le scénario dans lequel Jamie et Victoria s'inquiètent de savoir si le Docteur a survécu à l'explosion du tunnel. Seule la partie de sa rencontre avec le Colonel avait été enregistrée précédemment (l'acteur Maurice Brooks y jouant ce rôle afin de ne pas avoir à payer Nicholas Courtney pour 5 minutes).

## Diffusion et Réception
| Épisode | Date de diffusion | Durée | Téléspectateurs en millions | Archives                                |
| --- | ----------------- | ----- | --------------------------- | --------------------------------------- |
| Épisode 1 | 3 février 1968    | 24:53 | 7,2                         | Film 16 mm                              |
| Épisode 2 | 10 février 1968   | 24:38 | 6,8                         | Film 16 mm                              |
| Épisode 3 | 17 février 1968   | 24:34 | 7,0                         | Bande audio et quelques extraits vidéos |
| Épisode 4 | 24 février 1968   | 24:50 | 8,4                         | Film 16 mm                              |
| Épisode 5 | 2 mars 1968       | 24:19 | 8,0                         | Film 16 mm                              |
| Épisode 6 | 9 mars 1968       | 24:41 | 8,3                         | Film 16 mm                              |
| Diffusé en six parties du 3 février au 9 mars 1968, l'épisode débuta sur un score de 7,2 pour monter entre 8 et 8,3 millions de téléspectateurs, sur les trois dernières semaines, une bonne audience pour la série,. |                   |       |                             |                                         |

Vers la mi-février, la BBC reçut une plainte de la régie du métro Londonien qui les accusait de s'être introduits la nuit dans leurs stations pour tourner les épisodes. La production les invita donc dans leurs studios pour leur convaincre que tout n'était qu'une reconstitution.
L'épisode fut l'un des premiers à sortir avec un avertissement concernant la violence et la noirceur de l'épisode. Il est néanmoins considéré comme un des meilleurs du second Docteur. Le Doctor Who, the Television Companion estime que bien que l'idée de départ soit assez absurde (des Yétis avec des armes jetant de la toile d'araignée qui envahissent le métro londonien) son atmosphère claustrophobe et arachnophobe en fait un des plus tendus qui soient. Ils estiment que les décors de David Myerscough-Jones étaient vraiment impressionnants pour l'époque. Ils ne regrettent que la voix de la Grande Intelligence qui, privée de l'acteur jouant Padmasambhava, se trouve moins impressionnante.

### Épisodes manquants
Dans les années 1970 à des fins d'économie, la BBC détruisit de nombreux épisodes de Doctor Who. Seule la première partie de The Web of Fear fut conservée dans les archives. La bande audio, et des captures d'écrans (les "télésnaps" inventions de la BBC) purent permettre de reconstruire cet épisode, notamment sous forme de roman photo.
Seules quelques secondes de l'épisode furent découvertes en Australie et rendues à la BBC par Damien Shanahan en 1996. En effet, lors de la diffusion à l'étranger, certains passages de la première partie, jugés trop violents, furent censurés.
Le 11 octobre 2013 la BBC a mis à disposition sur iTunes l'intégralité de cinq épisodes sur six à la suite de la découverte de copies au Nigeria.

## Novélisation
L'épisode fut novélisé sous le titre de "Doctor Who and The Web of Fear" par Terrance Dicks en août 1976 sous le numéro 72 de la collection Doctor Who des éditions Target Book. Cette novélisation n'a jamais connue de traduction. Il fut réédité en 1977 chez Book Club Associates edition dans une édition intitulée "Doctor Who Omnibus" contenant "Doctor Who and the Web of Fear", "Doctor Who and the Revenge of the Cybermen" et "Doctor Who and the Space War."

## Édition CD, VHS et DVD
L'épisode n'a jamais été édité en français, mais a connu plusieurs éditions au Royaume-Uni, en Australie et aux États-Unis.
- La première partie de cet épisode est sortie en coffret VHS en octobre et novembre 2003 avec les parties 1 et 3 de « The Faceless Ones. »
- La première partie et les quelques secondes de censure australienne sont disponibles dans le coffret "Doctor Who, Lost in Time" sorti en novembre 2005 et réunissant des passages d'épisodes perdus.
- La bande son de l'épisode retrouvée par les fans a été éditée sur CD mp3 avec la voix off de Frazer Hines servant d'introduction et de lien entre les différents passages.
- Les cinq parties disponibles et une reconstruction de la troisième partie ont été publiées par la BBC sous forme de DVD le 24 février 2014.